# Laméac
Laméac é uma comuna francesa na região administrativa de Occitânia, no departamento dos Altos Pirenéus. Estende-se por uma área de 5,32 km². Em 2010 a comuna tinha 149 habitantes (densidade: 28 hab./km²).